# أداجيو
أداجيو، رواية صدرت في 2014 للروائي المصري إبراهيم عبد المجيد مواليد 2 ديسمبر 1946، هو كاتب وروائي وقاص مصري توجت الرواية بجائزة كتارا للرواية العربية عن فئة الروايات المنشورة 2015.

## ملخص الرواية
"أداجيو" لإبراهيم عبد المجيد هي رواية تحكي قصة حب كبيرة واستثنائية مليئة بالبهجة ولكنها تحمل لحن الوداع الحزين، مشبهة بالمقطوعة الموسيقية "الأداجيو". ينتقل الكاتب في هذه الرواية من عوالم المدن والصحاري إلى الروح الإنسانية في لحظات فريدة. يُسلط الضوء على قصة حب تجتاز تحديات الفراق، وتُظهر المقاربة الفنية في تصوير الحب والحزن من خلال المقاطع الموسيقية.

## جوائز
توجت الرواية بجائزة كتارا للرواية العربية في فئة "الروايات المنشورة" 2015.